# 올리베르 에크만라르손
올리베르 오스카르 에마누엘 에크만라르손(스웨덴어: Oliver Oscar Emanuel Ekman-Larsson, 스웨덴어 발음: [ˈɔ̌lːɪvɛr ˈěːkman ˈlɑ̌ːʂɔn], 1991년 7월 17일~)은 스웨덴의 아이스하키 선수로 포지션은 수비수이다. 현재 내셔널 하키 리그(NHL)의 토론토 메이플리프스 소속으로 뛰고 있다. 이전에는 피닉스 카이오티스, 밴쿠버 커넉스, 플로리다 팬서스 소속으로 뛰었으며 플로리다 소속 시절인 2024년에 스탠리 컵 우승을 차지했다.
스웨덴 아이스하키 대표팀 소속으로도 활동했으며 2014년 동계 올림픽에서 은메달을 획득했다. 또한 세계 선수권 대회에서 2회 우승, 1회 준우승을 달성했다.

## 개인사
할아버지인 케네트 에크만도 스웨덴 아이스하키 국가대표 선수였으며 동생인 케빈 에크만라르손도 아이스하키 선수로 활동하고 있다. 스웨덴 여자 축구 국가대표 선수인 아만다 일레스테트는 에크만라르손의 사촌 여동생이다.